# 이부 마사토
이부 마사토(일본어: 伊武雅刀, 1949년 4월 28일 ~ )는 일본의 배우, 성우, 내레이터이다. 본명은 무라타 사토루(室田 悟). 도쿄도 나카노구 출신.
이전의 예명은 이부 마사유키(伊武 雅之) 등을 사용하였다.

## 영화
- 메종일각
- 태양의 제국
- 간장 선생
- 고하토
- 음양사 2
- 고질라 - 파이널 워즈
- 철인 28호
- 전국자위대 1549
- 유레루
- 최종병기 그녀
- 도쿠가와 이에야스
- 우주전함 야마토 (2010년 영화)
- 맥아더: 일본 침몰에 관한 불편한 해석
- 흑집사: 악마와의 계약
- 카이지 파이널 게임
- 벼룩 잡는 사무라이

## TV 드라마
- 히데요시 (드라마)
- 풍림화산 (드라마)
- 명탐정 코난
- 군사 간베에
- 가부키모노 케이지
- 지지 않는 태양
- 벳핀상
- 세고돈 (드라마)
- 화려한 일족

## TV 애니메이션
- 우주전함 야마토

## 극장 애니메이션
- 먼 바다에서 온 COO

## 더빙
- 슈렉
- 대부 (영화)